# خواندرسون دي جيسوس اسيس
خواندرسون دي جيسوس اسيس (مواليد 16 فبراير 1996) هو لاعب كرة قدم برازيلي.

## وصلات خارجية
- خواندرسون دي جيسوس اسيس على موقع رابطة كرة القدم اليابانية للمحترفين (اليابانية)
- خواندرسون دي جيسوس اسيس على موقع قاعدة بيانات كرة القدم.إي يو (الإنجليزية)
- خواندرسون دي جيسوس اسيس على موقع Soccerway.com (الإنجليزية)
- خواندرسون دي جيسوس اسيس على موقع عالم كرة القدم.نت (الإنجليزية)
- خواندرسون دي جيسوس اسيس على موقع AS.com (الإسبانية)